# Kateřina Kramperová
Kateřina Kramperová (* 28. prosince 1988, Praha) je česká profesionální tenistka a hráčka I. ČLTK Praha.
Ve své dosavadní kariéře vyhrála na okruhu ITF osm turnajů, z toho čtyři ve dvouhře a čtyři ve čtyřhře. Na žebříčku WTA byla nejvýše ve dvouhře klasifikována k 29. dubna 2013 na 314. místě a ve čtyřhře pak k 11. červenci 2016 na 208. místě.

## Finále na okruhu ITF
| $100,000 tournaments |
| $75,000 tournaments  |
| $50,000 tournaments  |
| $25,000 tournaments  |
| $10,000 tournaments  |

### Dvouhra: 8 (4–4)
| Stav       | Č. | Datum             | Turnaj                             | Povrch | Soupeřka ve finále      | Výsledek       |
| Finalistka | 1. | 12. února 2006    | Wellington, Nový Zéland            | tvrdý  | Leanne Bakerová         | 4:6, 6:1, 0:6  |
| Vítězka    | 1. | 28. ledna 2007    | Kingston upon Hull, Velká Británie | tvrdý  | Anastasia Poltoratskaja | 7:64, 6:3      |
| Finalistka | 2. | 31. srpna 2008    | Praha, Česko                       | antuka | Lucie Kriegsmannová     | 5:7, 2:6       |
| Vítězka    | 2. | 30. listopad 2008 | Cordoba, Mexiko                    | tvrdý  | Chloe Jonesová          | 6:0, 6:74, 6:2 |
| Vítězka    | 3. | 21. květen 2011   | Durban, Jihoafrická republika      | tvrdý  | Surina De Beerová       | 6:2, 6:0       |
| Finalistka | 3. | 28. květen 2011   | Durban, Jihoafrická republika      | tvrdý  | Nicole Rottmannová      | 7:64, 5:7, 1:6 |
| Vítězka    | 4. | 29. říjen 2011    | Montego Bay, Jamajka               | tvrdý  | Zuzana Zlochová         | 7:65, 2:6, 6:1 |
| Finalistka | 4. | 12. listopad 2011 | Montego Bay, Jamajka               | tvrdý  | Chalena Schollová       | 2:6, 2:6       |
| Finalistka | 5. | 17. červen 2012   | Jablonec nad Nisou, Česko          | antuka | Klára Fábíková          | 1:6, 4:6       |

### Čtyřhra: 9 (3–6)
| Stav       | Č. | Datum             | Turnaj                        | Povrch | Spoluhráčka         | Soupeřky ve finále                      | Výsledek       |
| Finalistka | 1. | 21. červen 2008   | Davos, Švýcarsko              | antuka | Janina Toljanová    | Katalin Maroši Marina Tavares           | 7:5, 4:6, 7:10 |
| Finalistka | 2. | 14. listopad 2008 | Santiago de Chile, Chile      | antuka | Nataly Yoo          | Karen Castiblanco Andrea Koch-Benvenuto | w/o            |
| Vítězka    | 1. | 28. březen 2009   | Metepec, Mexiko               | tvrdý  | Dominika Diesková   | Maria-Fernanda Alvesová Jennifer Elie   | 6:1, 7:65      |
| Finalistka | 3. | 29. květen 2010   | Velenje, Slovinsko            | antuka | Pavla Šmídová       | Alenka Hubaceková Tammi Pattersonová    | 1:6, 6:3, 8:10 |
| Vítězka    | 2. | 27. květen 2011   | Durban, Jihoafrická republika | tvrdý  | Zuzana Linhová      | Malou Ejdesgaardová Nicole Rottmannová  | 6:3, 3:6, 10:8 |
| Vítězka    | 3. | 4. červen 2011    | Přerov, Česko                 | tvrdý  | Karolína Plíšková   | Ljudmyla Kičenoková Naděžda Kičenoková  | 6:3, 6:4       |
| Finalistka | 4. | 3. září 2011      | Trimbach, Švýcarsko           | antuka | Marisa Gianottiová  | Xenia Knollová Christina Shakovetsová   | 3:6, 6:75      |
| Finalistka | 5. | 21. října 2011    | Montego Bay, Jamajka          | tvrdý  | Nicola Georgeová    | Nikola Hubnerová Zuzana Zlochová        | 4:6, 4:6       |
| Finalistka | 6. | 4. listopad 2011  | Montego Bay, Jamajka          | tvrdý  | Federica Graziosová | Chalena Schollová Zuzana Zlochová       | 2:6, 2:6       |
| Vítězka    | 4. | 2. červenec 2012  | Torun, Polsko                 | antuka | Martina Kubičíková  | Barbara Sobaszkiewicz Katarzyna Piter   | 1:6, 6:3, 10:4 |

## Postavení na žebříčku WTA na konci sezóny

### Dvouhra
| Rok    | 2005  | 2006   | 2007   | 2008   | 2009   | 2010   | 2011   | 2012   |
| Pořadí | 1257. | ▲ 750. | ▲ 694. | ▲ 585. | ▲ 480. | ▼ 792. | ▲ 478. | ▲ 341. |

### Čtyřhra
| Rok    | 2006 | 2007 | 2008   | 2009   | 2010   | 2011   | 2012   |
| Pořadí | 525. |      | ▼ 536. | ▼ 548. | ▼ 595. | ▲ 420. | ▲ 369. |